# Unitat perifèrica de Messènia
La unitat perifèrica de Messènia (en grec Νομός Μεσσηνίας) és una unitat perifèrica de Grècia. Per a la història de la regió del mateix nom, vegeu Messènia. Correspon a l'antiga prefectura de Messènia.